# 猪狩茂
猪狩 茂（いがり しげる、1960年12月23日 - ）は、日本の実業家。株式会社グッドウイン代表取締役社長。福島県出身。

## 来歴
福島県立富岡高校卒業後、陸上自衛隊に勤務。その後、カスミやレッドロブスタージャパンを経て1995年にコンピュータゲームメーカーの株式会社アトラス（旧社）へ入社。その後、アトラスのSC事業本部長などを経て2005年、代表取締役社長に就任し、アトラス（旧社）がインデックス・ホールディングスへ吸収合併されることに伴い副社長に就任。2010年9月よりロッソインデックス代表取締役社長となったが、2013年のロッソインデックス会社売却し退任。
株式会社IGR（アイジーアール、現・株式会社グッドウイン)代表取締役社長に就任。2014年に、米テレビドラマ「妖怪キング」でエグゼクティブ・プロデューサーを務める。
2018年 「株式会社テラフーズ」の代表取締役社長に就任。
2018年 「株式会社秋田テラフーズ」設立に伴い、代表取締役社長に就任。
2018年 「USA CHPSO．TV」の取締役会長に就任。
2019年 「ZAN.llc」（Los Angeles,USA）のCFOに就任。